# Krasnaja Gorbatka
Krasnaja Gorbatka (russisch Кра́сная Горба́тка) ist eine Siedlung städtischen Typs in der Oblast Wladimir in Russland mit 8885 Einwohnern (Stand 14. Oktober 2010).

## Geographie
Der Ort liegt etwa 90 km Luftlinie südöstlich des Oblastverwaltungszentrums Wladimir. Er befindet sich am linken Ufer des linken Uschna-Nebenflusses Kolp.
Krasnaja Gorbatka ist Verwaltungszentrum des Rajons Seliwanowski sowie Sitz und einzige Ortschaft der Stadtgemeinde (gorodskoje posselenije) Possjolok Krasnaja Gorbatka.

## Geschichte
Der Ort wurde 1873 im Zusammenhang mit dem Bau einer Papierfabrik gegründet. Nach Vorbeiführung der Eisenbahnstrecke Murom – Kowrow 1880 wurde beim 3 km nordwestlich gelegenen Dorf Seliwanowo der gleichnamige Bahnhof eröffnet.
Die Siedlung bei der Bahnstation wurde am 10. April 1929 Verwaltungssitz des neu geschaffenen, nach ihr benannten Rajons. 1943 wurden Seliwanowo und die Siedlung bei der Papierfabrik Krasnaja Gorbatka vereinigt und erhielten unter letzterem Namen den Status einer Siedlung städtischen Typs. Diese ist seither Rajonverwaltungssitz; der Rajon behielt aber seinen ursprünglichen Namen.

### Bevölkerungsentwicklung
| Jahr | Einwohner |
| ---- | --------- |
| 1939 | 2.093     |
| 1959 | 6.462     |
| 1970 | 8.209     |
| 1979 | 9.141     |
| 1989 | 10.493    |
| 2002 | 9.441     |
| 2010 | 8.885     |

Anmerkung: Volkszählungsdaten

## Verkehr
In Krasnaja Gorbatka befindet sich die Station Seliwanowo bei Kilometer 48 der 1880 eröffneten Bahnstrecke Murom – Kowrow. Nach Norden folgt der Bahnstrecke eine Straße zur gut 40 km entfernten föderalen Fernstraße M7 Wolga Moskau – Nischni Nowgorod – Ufa; in südwestlicher Richtung besteht Anschluss zur Regionalstraße 17R-1 Wladimir – Murom sowie nach Osten zur 17K-2 von der M7 bei Gorochowez ebenfalls nach Murom.